# Camille (chanteuse)
Pour les articles homonymes, voir Camille.
Camille Dalmais, connue sous le mononyme Camille, est une chanteuse, auteure-compositrice-interprète et actrice française, née le 10 mars 1978 à Paris. 
Outre sa carrière solo, elle est aussi compositrice de musiques de films. Elle a ainsi œuvré sur les bandes-originales des films d'animation Ratatouille de Brad Bird en 2007 pour les studios Disney/Pixar et Le Petit Prince de Mark Osborne en 2015.
En 2025, elle remporte l'Oscar de la meilleure chanson originale aux côtés de Clément Ducol pour son travail sur la comédie-musicale Emilia Pérez de Jacques Audiard. Elle devient la première chanteuse française à obtenir cette récompense.

## Biographie

### Jeunesse
Née d'une mère enseignante (professeure d'anglais) et d'un père musicien, Hervé Dalmais, elle entre en hypokhâgne au lycée Henri-IV de Paris. Elle est ensuite admise à l'Institut d'études politiques de Paris, où elle consacre son stage à la production de son premier album en 2002.

### Carrière

#### En tant que chanteuse
En septembre 2002, Camille publie son premier album, Le Sac des filles. À sa sortie fin 2002, l'album reçoit un accueil mitigé de la critique, ce qui n'empêche pas plusieurs titres d'intégrer la playlist de Radio Neo, France Inter ou de FIP (Paris, Le Sac des filles, Les Ex). Camille signe en amont avec son éditrice historique Marie-Anne Dudouit, aux éditions Blonde Music. La même année, elle joue dans le clip musical Camille : Paris réalisé par Stéphane Sednaoui.
Les multiples collaborations suivant cette première parution attirent l'attention sur la jeune chanteuse. En plus des albums de Magic Malik, Gérard Manset ou Sébastien Martel, elle fait une prestation remarquée sur l'album-DVD de Jean-Louis Murat, Parfum d'acacia au jardin (2004). Elle collabore ensuite au projet Nouvelle Vague qui reprenait des classiques new wave dans un style « bossa nova ». Chanteuse principale de l'album (quatre chansons pour elle seule), elle est « une artisane majeure du succès que rencontrent l'album et la tournée estivale qui suivit où son extravagance ravit ».
En 2005, elle sort l'album Le Fil. Le nom de l'album vient de l'utilisation de la note si qui forme un long segue du début à la fin de l'album — et même pendant 35 minutes après la dernière chanson — qui construit un « fil » — ou « bourdon » — pendant toute la durée de l'album. Il a été co-arrangé par le réalisateur anglais MaJiKer. Très minimaliste, les musiques sont construites principalement pour la voix, avec pour seul instrument une contrebasse et de temps en temps un clavier.
Sur scène, Camille reproduit l'effet de superposition des sons réalisé en studio pour son album en utilisant la technique de l'oversampling. Elle est accompagnée par Sly (beatbox), MaJiKer (piano, accordéon) et Martin Gamet (contrebasse, basse).
L'album devient disque de platine, il approche les 500 000 exemplaires vendus. Camille reçoit le prix Constantin puis deux Victoires de la musique. L'album est promu par une longue[précision nécessaire] tournée. La même année, elle fait une collaboration avec le groupe Saian Supa Crew sur un titre de l'album Hold Up, intitulé Si j'avais su.
En 2006, sort son album Live au Trianon, enregistré les 17 et 18 octobre de l'année précédente. S'ensuit une série de concerts à l'étranger. En juin 2006, Camille chante un extrait de A Ceremony of Carols de Benjamin Britten (sans doute That yongë child [réf. nécessaire] qui est la seule pièce pour voix solo dans cette œuvre écrite pour chœur à voix égales et harpe). Elle y chante aussi une création autour de 12 prières du monde.
Son troisième album studio, intitulé Music Hole, en grande partie anglophone, sort en 2008. Elle y fait notamment une adaptation du titre Home is where it hurts de Snooze aka Dominique Dalcan. Elle enregistre et mixe cet album avec le talentueux producteur islandais Valgeir Sigurðsson.
En 2009, elle est nommée « Artiste Interprète Féminine » de l'année aux 24e Victoires de la musique. La même année, elle chante en duo avec Étienne Daho, Rendez-vous au jardin des plaisirs lors de la cérémonie du Prix Constantin 2009, puis en version studio[réf. nécessaire].
« Les Françoises », groupe éphémère formé pour le Printemps de Bourges 2010, est composé de Jeanne Cherhal, Camille, Emily Loizeau, Olivia Ruiz, Rosemary Standley de Moriarty et La Grande Sophie. Les Françoises donnent un concert unique au Palais d'Auron, présenté comme la création évènementielle de cette 34e édition du festival.[réf. nécessaire]
La chanson Pour que l'amour me quitte a été chantée par la chanteuse italienne Elisa et insérée dans son album de 2010 Ivy.
En 2011, la chanson Ta Douleur est reprise lors du show américain Saturday Night Live, lors d'une danse improvisée par Emma Stone. En octobre de la même année sort l'album Ilo Veyou (titre anagramme de « I love you) », nommé aux Victoires de la musique 2013 et dont la chanson Allez allez allez remporte la Victoire de la chanson de l'année.
En 2013 sort le deuxième album en public Ilo Lympia, enregistré à l'Olympia.
Toujours en 2013, elle chante en duo avec Maxime Le Forestier sur l'album Le Cadeau, le titre La Folie.
La même année, elle interprète également en duo L'amie d'un Italien en français et en anglais sur l'album Happy Mistake de Raphael Gualazzi.
Elle écrit et interprète trois chansons pour le film d'animation Le Petit Prince, sorti en 2015.
Le 2 juin 2017, elle publie son cinquième album Ouï. L’album ressort le 24 novembre dans une édition intitulée Ouïï. Cette réédition comporte des versions acoustiques, accompagnée au tambour sur toutes les chansons et d'un titre supplémentaire, 2012, qui n’était jusque là visible qu’aux concerts. En décembre, l'album est certifié disque d'or pour plus de 50 000 exemplaires vendus en France.
En février 2018, Camille est récompensée aux Victoires de la musique dans la catégorie « meilleur spectacle musical, tournée, concert de l’année ». Il s’agit de son cinquième trophée dans l’histoire de la compétition.
En mars 2018, Camille est accusée par l'artiste Yvon Guilcher d'avoir repris abusivement sa chanson Je mène les loups, composée en 1997. Le morceau figure sous le titre Les Loups sur l'album Ouï. Camille présente cette chanson comme « traditionnelle », ne mentionnant aucune provenance. Yvon Guilcher ne réclame pas de compensation financière mais il demande que la chanson lui soit correctement attribuée. Il requiert également une rectification musicale et le respect de la danse traditionnelle qui est associée à cette chanson. Camille répond toutefois avoir agi de bonne foi en pensant que la chanson était traditionnelle et qu'une vérification auprès de la Sacem n'avait pas pu permettre d'infirmer cette croyance.
En 2022, elle sort le single Humaine, qui est une reprise de la chanson Mensch d'Herbert Grönemeyer,.

#### En tant qu'actrice
En 2001, elle figure dans Les Morsures de l'aube, le premier film d'Antoine de Caunes, où elle incarne la chanteuse Gilda Club.
Elle fait également la voix française du personnage de Colette dans Ratatouille, un film du studio d'animation Pixar, sorti en août 2007. Elle interprète aussi la chanson Le Festin du générique de ce film.
En 2009, elle joue dans le téléfilm Bulles de Vian de Marc Hollogne.
En 2013, elle joue dans le film Elle s'en va d'Emmanuelle Bercot.
L'année suivante, elle apparaît dans le film Fever de Raphaël Neal.
En 2022, elle joue dans le film Heartbeast de Aino Suni.
En plus de ces différents films, elle apparaît dans la série Capitaine Marleau (S3E1, épisode : Une voix dans la nuit).

#### En tant que compositrice ou interprète pour le cinéma
En 2007, elle participe au film d'animation américain Ratatouille des studios Pixar en interprétant la chanson du générique de fin, Le Festin, créée par Michael Giacchino et dont les paroles sont traduites en français par Boualem Lamhene.
En 2015, avec les compositeurs Hans Zimmer et Richard Harvey, Camille compose les chansons originales du film d'animation Le Petit Prince et les interprète (Suis-moi, en deux versions, Équation et Le Tour de France en diligence),.
En 2019, Camille compose la musique du film J'irai où tu iras de Géraldine Nakache.
En 2022, elle compose la musique du film Corsage, comprenant cinq versions de sa chanson She Was[réf. nécessaire].
En 2024, sort le film Emilia Pérez de Jacques Audiard, dont Camille a composé la bande originale avec son compagnon Clément Ducol. Le duo est récompensé, entre autres, par l'Oscar de la meilleure chanson originale et le César de la meilleure musique originale.

#### En tant que réalisatrice
En 2021, elle réalise un film autobiographique intitulé Comme un poisson dans l'air, un « documentaire musical » qui suit sa deuxième grossesse,.

### Vie privée
Elle a deux enfants, Marius et Lila, avec le musicien Clément Ducol. Sorti en 2021, son documentaire Comme un poisson dans l'air — dont elle est la réalisatrice — est centré sur sa deuxième grossesse.
Camille a l'habitude de marcher pieds nus, notamment pendant ses concerts.

## Prises de position

### Éducation
En désaccord avec le système de l'Éducation nationale et « son organisation pyramidale et ses règles figées » et se disant « choquée par la dérive consumériste suivie par l’école », Camille a inscrit ses enfants dans une école Montessori.

### Propos sur la 5G
En 2021, elle saisit — avec d'autres personnalités, notamment Juliette Binoche — le Conseil d'État car elles « reprochaient à la 5G d'être potentiellement dangereuse pour la santé et nuisible pour l'environnement et visaient à stopper son déploiement ».

## Discographie

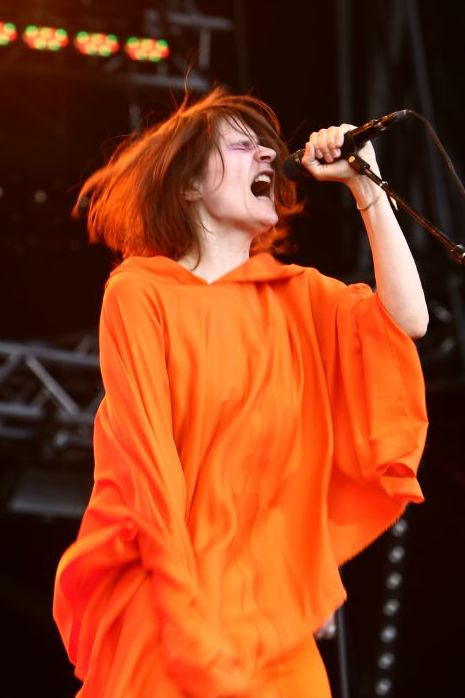
Camille en 2008 à Belfort lors de la tournée Music Hole.

### Albums studio
- 2002 : Le Sac des filles
- 2005 : Le Fil 
 (réédité en novembre 2005 avec un 2e disque intitulé Bout du Fil et comprenant trois inédits)
- 2008 : Music Hole
- 2011 : Ilo Veyou
- 2017 : Ouï 
 (réédité ensuite avec un 2e disque intitulé Ouïï enregistré en version acoustique et comprenant un inédit)

### Albums live
- 2006 : Live au Trianon
- 2013 : Ilo Lympia

### Ventes
| Année | Album             | Classement des ventes | Classement des ventes    | Classement des ventes | Classement des ventes |
| Année | Album             | France                | France (téléchargements) | Belgique              | Suisse                |
| ----- | ----------------- | --------------------- | ------------------------ | --------------------- | --------------------- |
| 2002  | Le Sac des filles | 90                    | NC                       | NC                    | NC                    |
| 2005  | Le Fil            | 4                     | 4                        | 22                    | 48                    |
| 2006  | Live au Trianon   | 22                    | 10                       | 47                    | 62                    |
| 2008  | Music Hole        | 5                     | 1                        | 7                     | 25                    |
| 2011  | Ilo Veyou         | 3                     | 3                        | 9                     | 24                    |
| 2013  | Ilo Lympia        | 54                    | NC                       | NC                    | NC                    |
| 2017  | Ouï               | 1                     | 1                        | 3                     | 20                    |

### Autres enregistrements
- 2005 :
  - Une captation vidéo du concert Live au Trianon du 18 octobre 2005 est mise en ligne en février 2025.
- 2008 :
  - Le concert du 9 octobre 2008 au studio 105 de Radio France, diffusé le 28 octobre 2008 sur FIP. La setlist inclut sa chanson rare Piscine et des reprises de Too Drunk to Fuck des Dead Kennedys et de La Valse à mille temps de Jacques Brel.
  - Le concert du 25 novembre 2008 au Zénith de Paris, mis en ligne en temps réel et proposé au téléchargement durant la semaine suivante. On y trouve également Too Drunk to Fuck, une première version de Aujourd’hui, ainsi qu’une reprise de Yes We Can Can de The Pointer Sisters.
  - Une Live Session composée d’arrangements concert de cinq chansons de l’album Music Hole, sortie sous forme de LP le 15 décembre 2008.
- 2012 :
  - Le concert du 24 octobre 2012 à l'Olympia, diffusé sur France Inter et Arte Live Web. Ce même concert donnera lieu à l’album live Ilo Lympia.
  - Une reprise de Que je t’aime de Gilles Thibaut et Jean Renard, sortie sous forme de single.
- 2017 :
  - Le concert du 22 mai 2017 au studio 105 de Radio France, diffusé sur France Inter.
  - Le concert du 9 septembre 2017 au Trianon dans le cadre de l’émission Alcaline, diffusé sur France 2. Le concert inclut des duos avec London Grammar sur Nightcall de Kavinsky et avec Matthieu Chedid sur Corpus Christi Carol (en) de Benjamin Britten, ainsi qu’une nouvelle reprise de Too Drunk to Fuck.
- 2018 :
  - Le concert du 1er février 2018 à la salle Pleyel, diffusé sur Arte Concert.

### Duos et participations

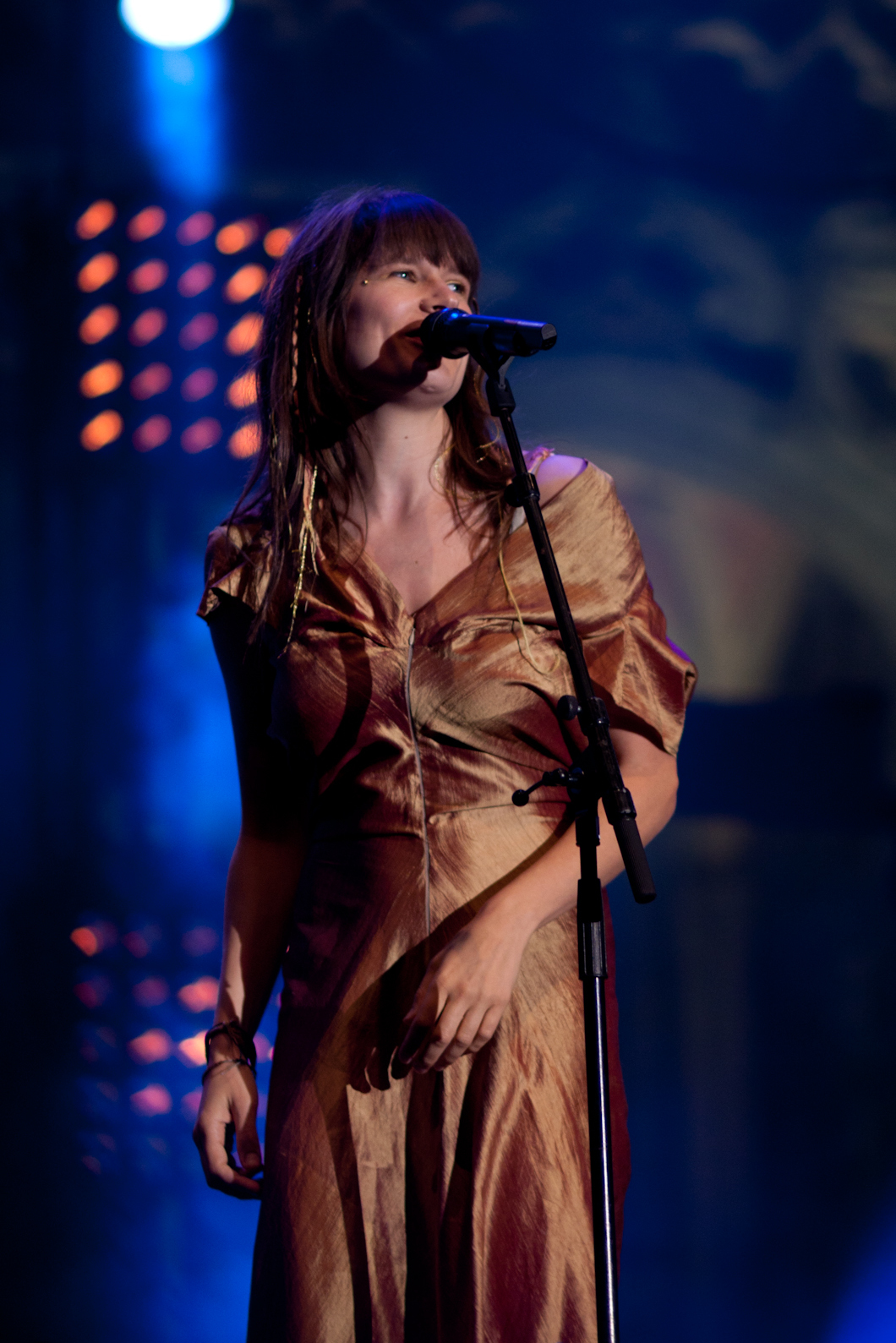
Camille en 2011 à Bruxelles lors de la tournée Ilo Veyou.

- 2002 : Chante Nicole et Geneviève sur l'unique album des Pétroleuses (Kwaidan Records)
- 2004 : In a Manner of Speaking de Tuxedomoon, The Guns of Brixton de The Clash, Too Drunk to Fuck des Dead Kennedys, et Making Plans for Nigel de XTC, avec le collectif Nouvelle Vague sur l’album éponyme
- 2004 : en duo avec Jean-Louis Murat sur le DVD Parfum d'acacia au jardin
- 2004 : Le Langage oublié, avec Gérard Manset sur l’album Le Langage oublié
- 2005 : Dumb (VF), en duo avec Sébastien Martel sur l’album Le Pop en duo
- 2005 : Someone Like You, avec Étienne de Crécy sur les albums Fast Track (Vocal Mix) et My Contribution To The Global Warming
- 2005 : L'Amour et les États-Unis, en duo avec Jean-Louis Murat sur l'album Mockba
- 2005 : Si j’avais su, avec Saïan Supa Crew sur l’album Hold Up
- 2007 : Le Festin, sur l'album de la bande originale du film d'animation Ratatouille composée par Michael Giacchino
- 2009 : Alliance, avec l’Orchestre national de jazz sur l’album Around Robert Wyatt
- 2009 : The Pink Piano, avec MaJiKer sur l’album Body-Piano-Machine
- 2009 : Metropolitain, avec Kyle Eastwood sur l’album Metropolitain
- 2009 : Rendez-vous au jardin des plaisirs, en duo avec Étienne Daho sur l’album Daho Pleyel Paris
- 2009 : Someday My Prince Will Come, en duo avec le violoniste Laurent Korcia sur son album Cinéma
- 2010 : Pretty Face, avec David Byrne et Fatboy Slim sur l’album Here Lies Love
- 2010 : Putain, Putain de TC Matic, avec le collectif Nouvelle Vague sur l’album Couleurs sur Paris
- 2011 : Nicole, avec Les Petroleuses et Nouvelle Vague sur l’album The Singers
- 2011 : Debout, en duo avec Jérôme Van Den Hole sur son premier album éponyme
- 2012 : Marry Gus and Celia, en duo avec Emily Loizeau sur l’album Mothers & Tygers
- 2013 : L’Amie d'un Italien (Rainbows), avec Raphael Gualazzi sur l’album Happy Mistake
- 2013 : La Fille d’à côté, en duo avec Richard Bona sur l’album Bonafied.
- 2013 : La Folie de Claude Lemesle, en duo avec Maxime Le Forestier sur l’album Le Cadeau
- 2014 : Lilac Wine et Stupid Dog, en hommage à Nina Simone sur l’album collectif Autour de Nina
- 2015 : I Walk Until, en duo avec Yael Naim sur l’album Older, pour une version alternative de la chanson[44]
- 2015 : Suis-moi, Équation, et Le Tour de France en diligence, avec Hans Zimmer sur la bande originale de Le Petit Prince
- 2018 : Juste un “Je t'aime” en duo avec Salvatore Adamo sur l'album Si vous saviez...
- 2018 : Souchon sous la pluie d’Alain Souchon sur l'album collectif Souchon dans l'air, vol. 2
- 2019 : KèsKesseKcetruc, avec Philippe Katerine sur l’album Confessions
- 2021 : Kora, avec Ballaké Sissoko sur l'album Djourou

## Filmographie
Sauf indication contraire, les informations mentionnées dans cette section peuvent être confirmées par les bases de données cinématographiques IMDb et Allociné,  présentes dans la section « Liens externes ».

### Chanteuse, musicienne et/ou compositrice
- 2005 : Riviera d'Anne Villacèque - interprète de la chanson In a Manner of Speaking
- 2006 : Paris, je t'aime - chanson Janine 2, écrite et interprétée
- 2006 : Une grande année - chanson Les Ex, écrite et interprétée
- 2007 : Un cœur invaincu - interprète de la chanson In a Manner of Speaking
- 2007 : Ratatouille de Brad Bird - interprète de la chanson Le Festin de la scène finale (écrite et composée par Michael Giacchino)
- 2007 : Qwerty (série télévisée) de Joan Barril - interprète de la chanson Pour que l'amour me quitte
- 2008 : Panique à Hollywood de Barry Levinson - chanson Senza, écrite et interprétée
- 2008 : Le Voyage du ballon rouge de Hou Hsiao-hsien - chanson Tchin tchin
- 2011 : La vita facile de Lucio Pellegrini (en) - écriture et composition de la chanson Home Is Where It Hurts
- 2013 : 9 Mois ferme d’Albert Dupontel - écriture, composition et interprétation de la chanson 9 mois ferme pour le générique du film
- 2014 : Fever de Raphaël Neal - composition et interprétation de la bande originale, variations de la chanson Fever
- 2014 : Le Sens du toucher (court métrage) de Jean-Charles Mbotti Malolo - composition et interprétation de la bande originale
- 2015 : Le Petit Prince de Mark Osborne - chansons Suis-moi, Équation, et Le Tour de France en diligence
- 2015 : J'avancerai vers toi avec les yeux d'un sourd de Laetitia Carton - composition et interprétation de la bande originale
- 2016 : Juste la fin du monde de Xavier Dolan - écriture et composition de la chanson Home Is Where It Hurts
- 2018 : Three Days Till Marrakesh de Gabriel J. Lemay - écriture, composition et interprétation de la chanson Tout dit
- 2019 : J'irai où tu iras de Géraldine Nakache - composition et interprétation de la bande originale
- 2020 : Lettre à Vichy de Laetitia Carton ; elle apparaît à la fin de ce documentaire produit pour la télévision, où elle anime une performance chantée.
- 2021 : Comme un poisson dans l'air (documentaire) d'elle-même - composition et interprétation de la bande originale
- 2022 : Corsage de Marie Kreutzer - composition et interprétation de la bande originale, variations du morceau She Was de son album Ilo Veyou[45]
- 2024 : Emilia Pérez de Jacques Audiard - composition (avec Clément Ducol)

### Actrice
- 2001 : Les Morsures de l'aube, d’Antoine de Caunes : la chanteuse au Gilda Club
- 2007 : Ratatouille, de Brad Bird : Colette (voix dans la version française)
- 2009 : Bulles de Vian (téléfilm) de Marc Hollogne
- 2012 : Elle s'en va d’Emmanuelle Bercot : Muriel[46]
- 2014 : Fever de Raphaël Neal : Alice Snow
- 2019 : Capitaine Marleau (série télévisée), épisode Une voix dans la nuit de Josée Dayan : Caroline Celac
- 2021 : Comme un poisson dans l'air (documentaire) d'elle-même : elle-même
- 2023 : Pulse, d'Aino Suni : Audrey

### Réalisatrice
- 2021 : Comme un poisson dans l'air (documentaire)

## Théâtre
- 2012 : La Dame de la mer de Henrik Ibsen, mise en scène de Claude Baqué au théâtre des Bouffes-du-Nord - interprétation (Ellida Wangel) et direction musicale[47]
- 2015 : La Tragédie du Belge de Sonia Bester, mise en scène d’Isabelle Antoine et Sonia Bester au Théâtre de Belleville - direction musicale[48]

## Distinctions

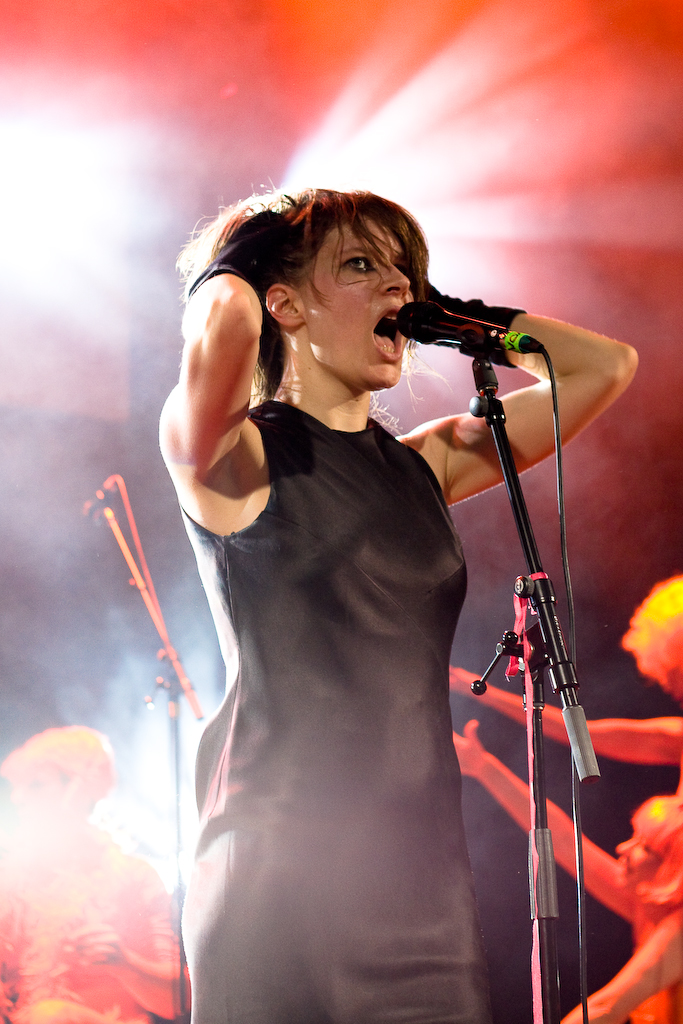
Camille en 2009 à Melbourne lors de la tournée Music Hole.

Sauf indication contraire, les informations mentionnées dans cette section peuvent être confirmées par la base de données cinématographiques IMDb,  présente dans la section « Liens externes ».

### Décoration
- Officière de l'ordre des Arts et des Lettres (2025)[49]

### Récompenses
- Prix Constantin 2005 pour Le Fil
- Victoires de la musique 2006 : album révélation de l'année pour Le Fil et artiste révélation scène
- Globes de Cristal 2006 : meilleure interprète féminine
- Victoires de la musique 2009 : artiste interprète féminine de l'année
- Grand prix Sacem 2012 : Grand prix de la chanson française
- Victoires de la musique 2013 : chanson originale de l'année pour Allez allez allez
- Annie Awards 2017 : meilleure musique dans un long-métrage d'animation pour Le Petit Prince - partagée avec Hans Zimmer et Richard Harvey[50]
- Prix des indés 2017 : prix de l'album pour Ouï[51]
- Étoiles du Parisien 2017 : Étoile de la tournée de l'année[52]
- Victoires de la musique 2018 : spectacle musical, tournée ou concert de l'année pour le OUÏ Tour
- Prix Cannes Soundtrack 2024 pour la bande originale du film Emilia Pérez[53] - partagée avec Clément Ducol
- Golden Globes 2025 : meilleure chanson originale pour El mal pour Emilia Pérez - partagée avec Clément Ducol
- Lumières 2025 : meilleure musique pour Emilia Pérez - partagée avec Clément Ducol
- César 2025 : meilleure musique originale pour Emilia Pérez - partagée avec Clément Ducol
- Oscars 2025 : meilleure chanson originale pour El mal pour Emilia Pérez - partagée avec Clément Ducol

### Nominations
- Victoires de la musique 2006 : groupe ou artiste révélation du public
- Victoires de la musique 2009 : album de chansons ou variétés pour Music Hole, et spectacle musical, tournée ou concert de l'année pour Music Hole Tour
- Victoires de la musique 2013 : spectacle musical, tournée ou concert de l'année pour Ilo Veyou à l'Olympia et en tournée
- Online Film & Television Association Awards 2017 : meilleure chanson originale de l'année pour Le Festin dans le film Ratatouille[50] - en tant qu'interprète ; partagée avec Michael Giacchino, compositeur et parolier
- World Soundtrack Awards 2017 : meilleure chanson originale pour Le Festin dans le film Ratatouille (en tant qu'interprète ; partagée avec Michael Giacchino, compositeur et parolier)[50]
- Golden Globes 2025 : meilleure musique de film et meilleure chanson originale pour Mi camino pour Emilia Pérez - partagée avec Clément Ducol
- Oscars 2025 : meilleure musique originale et meilleure chanson originale pour Mi camino pour Emilia Pérez - partagée avec Clément Ducol